# Heteranthera reniformis
Heteranthera reniformis é uma espécie de planta com flor pertencente à família Pontederiaceae. 
A autoridade científica da espécie é Ruiz & Pav., tendo sido publicada em Flora Peruviana, et Chilensis 1: 43, pl. 71, f. a. 1798.

## Portugal
Trata-se de uma espécie presente no território português, nomeadamente em Portugal Continental.
Em termos de naturalidade é introduzida nas três região referida.

## Protecção
Não se encontra protegida por legislação portuguesa ou da Comunidade Europeia.